# ユナイテッド航空585便墜落事故
ユナイテッド航空585便墜落事故（ユナイテッドこうくう585びんついらくじこ）とは、1991年3月3日に発生した航空事故である。
ジェネラル・ウェイン・A・ダウニング・ピオリア空港発ステープルトン国際空港経由コロラド・スプリングス空港行きだったユナイテッド航空585便（ボーイング737-291）がコロラド・スプリングス空港滑走路35への最終進入を行っていた際に、方向舵がハードオーバーした。機体は制御不能に陥ったため、急降下し墜落。乗員乗客25人は全員死亡した:XV。
国家運輸安全委員会（NTSB）は当初、事故原因を特定することができなかったが、同様の事故（USA427便、SGR517便）により、ボーイング737型機のラダー・パワー・コントロール・ユニット（PCU）の欠陥が原因だと結論付けた:IX。

## 当日の585便

### 事故機
585便は、ボーイング737-291（N999UA）によって運航されていた:7。事故機は、1982年にフロンティア航空へ納入され、1986年にユナイテッド航空が購入した:7。事故当時、総飛行時間は26,000時間ほどだった:7。

### 乗員
機長は52歳の男性で、副操縦士は42歳の女性であり、3人の客室乗務員が搭乗していた。機長は、ユナイテッド航空で10,000時間以上乗務しており、手順に厳格に従う良いパイロットだと同僚たちは尊敬していた:5。副操縦士は4,000時間以上の飛行経験があり、機長からも信頼されていた:6。

## 事故の経緯
ユナイテッド航空585便は、イリノイ州ピオリアのジェネラル・ウェイン・A・ダウニング・ピオリア空港からイリノイ州モリーンのクワッド・シティ国際空港とコロラド州デンバーにかつて存在したステープルトン国際空港を経由して、コロラド州コロラドスプリングスのコロラド・スプリングス空港へ向かう国内定期便であった。事故当日、ピオリアからデンバーまでは異常は見られなかった:1。
585便は、20人の乗客と5人の乗員を乗せ、9時23分（MST）にステープルトン国際空港を離陸し、コロラドスプリングスには、9時46分に到着する予定だった:2。9時37分に、585便は滑走路35への視認進入を許可された:2。しかし、突然機体が右に大きく傾斜し、機首が下を向いた。パイロットは、フラップを15度にし、推力を全開にすることで着陸復航を行おうとした。機体は急速に高度を失っていき、4g近い加速度が生じた。異常事態発生から9秒後、機体は滑走路から4マイルほどのワイドフィールドに、213ノット (394 km/h)で墜落した。

## 事故調査

### 初期調査
国家運輸安全委員会（NTSB）は、21ヶ月にも及ぶ調査を行った。
フライトデータレコーダーは、保護ケースが破損していたもののテープ自体は破損していなかったため、記録された全てのデータの引き出しに成功した:38。テープには、機首方位、高度、対気速度、標準加速度、マイクロフォン・キーイングの5つが記録されていたが、NTSBが求めていた墜落時の方向舵と補助翼、スポイラーについての記録はなかった:100。記録されたデータだけでは、機体が突然に致命的な急降下を行ったかを説明するには不十分であった:102。NTSBは、方向舵の制御装置の誤作動やロッキー山脈からの山岳波が墜落の原因ではといった仮説を立てたが、いずれを立証することは出来なかった:102。
そのため、NTSBが発行した最初の報告書（1992年12月8日発行）では、墜落原因を断定することはせず、以下のように述べられた:102。
国家運輸安全委員会は、徹底した調査を行ったがユナイテッド航空585便が何故、制御不能に陥ったかを充分に説明できるだけの証拠を特定できなかった。

### 同様の墜落事故
最終報告書の発表から1年9ヶ月後の1994年9月8日、ピッツバーグ国際空港へ最終進入を行っていたUSエアー427便（ボーイング737-3B7）が、585便とよく似た状況に陥り墜落した。

### 再調査と推定原因
NTSBは、427便の墜落状況が585便と酷似していたため、585便の調査を再開した。
しかし、当初は585便と同様に427便の調査は難航した。それから2年後の1996年6月9日、イーストウインド航空517便急傾斜事故が発生、緊急着陸に成功した当該機から、方向舵油圧装置の突発的な故障で、ラダーリバーサルが発生したことが原因と判明した。NTSBは517便の調査をもとに、517便に起きた不具合に酷似した理由で墜落に至った585便と427便も、同様に方向舵の制御装置が突発的に故障したことが原因であると結論付けた。2001年3月27日、NTSBは修正した最終報告書を公表した。585便の墜落原因は、方向舵のパワーコントロールユニット（PCU）が機械的な故障を起こし、制御不能に陥ったとされた:114 。

## 映像化
- メーデー!:航空機事故の真実と真相 第4シーズン第5話「HIDDEN DANGER」

また、第10シーズン第4話「PUSHED TO THE LIMIT」（シルクエアー185便）、第12シーズン第4話「Sideswiped」（コパ航空201便）等でもこの事故について触れられている。